# Justus Thiersch

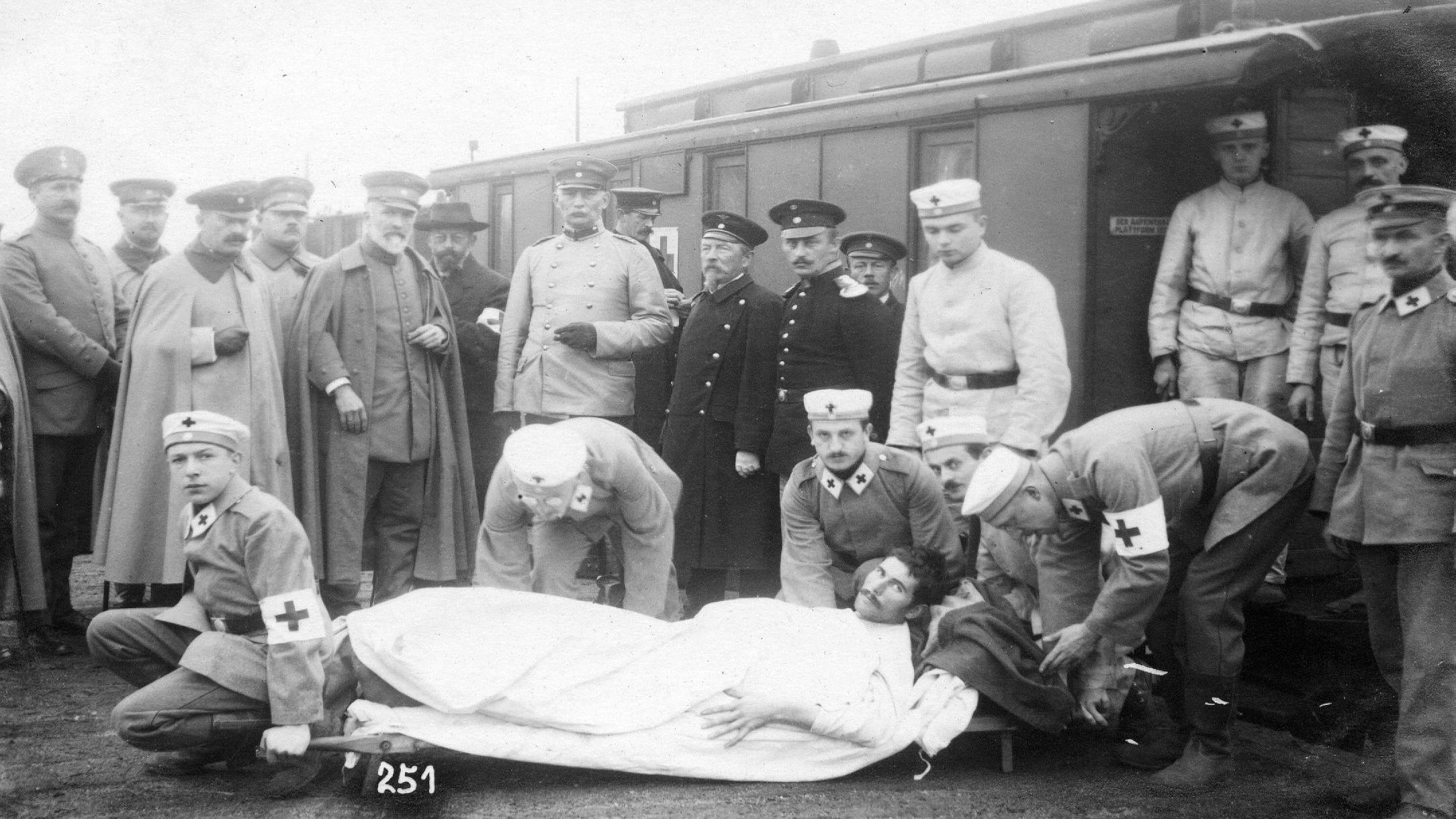
Justus Thiersch, Stabsarzt, Chefarzt, Medizinalrat, hinten, 5. von links

Justus Friedrich Heinrich Thiersch (* 28. September 1859 in Erlangen; † 16. Dezember 1937 in Dresden) war ein deutscher Chirurg und Autor.

## Familie
Justus Thiersch war Sohn des Chirurgen und Mitbegründers der Transplantationslehre Carl Thiersch (1822–1895) und dessen Ehefrau Johanna von Liebig (1836–1926). Seinen Vornamen verdankt er seinem Großvater, dem Chemiker Justus von Liebig. Großvater väterlicherseits war der Altphilologe Friedrich Thiersch. Justus Thierschs Vater, der in München Medizin studiert hatte, wurde 1853 dort zum außerordentlichen Professor berufen, wo auch dessen zukünftiger Schwiegervater Justus von Liebig tätig war. Justus Thiersch und vier seiner fünf Geschwister kamen in Erlangen zur Welt, wo Vater Carl Thiersch 1854 zum ordentlichen Professor der Universität berufen worden war.
Die Erlanger Zeit ging für die Familie 1867, mit dem Wechsel des Familienoberhauptes an die Universität Leipzig, zu Ende. Die Familie wohnte ab diesem Zeitpunkt in Leipzig Rosentalgasse 13 Parterre.
Am 23. Oktober 1888 heiratete Justus Thiersch Johannette Marie(a) Auguste von Hofmann (1865–1940), Tochter des Politikers Karl von Hofmann. Das Paar wohnte die ersten Jahre in Leipzig, Körnerstraße 27 und hatte folgende Kinder:
- Cora (1889–1941) ⚭ Adolf Eduard Wollrad Muencke (1875–1954)
- Hans (1894–1914)
- Heinrich (* 1898), Dr. phil
- Helene (Lenchen) (* 1898)
- Justus Th.
- Adolf (* 1903)[5]

Ab 1911 war Justus Thiersch mit Familie in Dresden wohnhaft, zunächst in der Gellertstraße 4 und später in der Deutschen Kaiserallee 10, heute Mendelssohnallee 24. An der zuletzt genannten Adresse lebte nach Thierschs Tod am 16. Dezember 1937 seine Frau bis zu ihrem Ableben im Frühjahr 1940.
Neben dem Vater, dem Schwiegervater und den Großvätern sind weitere Persönlichkeiten im familiären Umfeld Thierschs zu finden, so der Zoologe Justus Carrière, Ehemann seiner Schwägerin, sowie seine Schwager, der Kirchenhistoriker Adolf von Harnack und der Historiker Hans Delbrück.

## Leben
Justus Thiersch besuchte als Kind in Leipzig die Thomasschule bis 1878 und nahm im selben Jahr an der Universität Freiburg das Studium der Medizin auf. Am 21. Februar 1883 erwarb er die Promotion zum Doktor der Medizin.
Aufzeichnungen zufolge arbeitete Justus Thiersch mindestens ab 1885 unter der Leitung von Ernst L. Wagner in der Medizinischen Klinik Leipzig, deren Chirurgische Abteilung sein Vater als Oberarzt leitete.
Im September 1887 nahm Thiersch an der 60. Versammlung Deutscher Naturforscher und Ärzte teil, die unter dem Zeichen der Anwesenheit von Carl Remigius Fresenius und Rudolph Virchow stand. Auch als Teilnehmer des 10. Internationalen Medizinischen Kongresses 1890 in Berlin wurde Justus Thiersch registriert.
Ab 1895 wurde Justus Thiersch in Leipziger Veröffentlichungen als Schularzt benannt. In dieser Funktion beschäftigte er sich in seinen Fachartikeln mit den Themen Sportkleidung, der Schädigung des Körpers durch das Tragen eines Korsetts und der Tätigkeit der Schulärzte. Seine fachliche Sicht vertrat er als Vorsitzender des Deutschen Verbandes für Verbesserung der Frauenkleidung mit Sitz Leipzig. Er setzte sich für die Einführung von Turnkleidung für Mädchen in Leipziger Schulen ein.
Etwa 1910 endete Thierschs Zeit in Leipzig, denn ab mindestens 1911 wurde er als Bezirksarzt im Amtsbezirk Dresden-Altstadt beauftragt. Ab diesem Zeitpunkt trug er den Titel Medizinalrat. Mit dem Beginn des Ersten Weltkrieges kamen auf Thiersch neue Aufgaben zu. In der Zeit vor dem Krieg war er als inaktiver Offizier registriert und damit bereit, als Chefarzt das Reservelazarett II in Königsbrück zu leiten. Mit diesem Dienst erlangte er die Titel Stabsarzt und Obermedizinalrat. Seine veröffentlichten Berichte über Infektionen im Kriegsgefangenenlager Königsbrück, hinterließen Eindrücke über die medizinische und logistische Herausforderung, die in dieser Zeit absolviert werden musste. Gegen Ende des Ersten Weltkrieges war Justus Thiersch 59 Jahre alt.
Bei der Aufarbeitung der Kriegsgeschehnisse wurde auch Thiersch befragt. Dabei ging es um Fragen des Völkerrechts. Ehemalige französische Kriegsgefangene hatten berichtet, dass ungerechtfertigterweise behauptet wurde, Gefangene ihrer Nationalität seien häufiger als andere von „Schwindsucht“ betroffen. Für den Untersuchungsausschuss zur Weltkriegsverantwortlichkeit wurde Thiersch dazu befragt. Er hatte für die Entstehung dieser Situation keine Erklärung. 1914 waren innerhalb weniger Wochen mehr als 14.000 Kriegsgefangene in die kleine sächsische Stadt Königsbrück gebracht worden. 4000 davon waren französischer Herkunft. Der Untersuchungsausschuss stellte eine Rate von 20,8 % Tuberkulose-Fälle unter allen französischen Gefangenen insgesamt fest. In den ersten Monaten nach Eröffnung des Kriegsgefangenenlagers meldete Stabsarzt Thiersch 1400 Schwerverletzte, von denen 68 verstarben. Als gefährlichste Verletzung nannte er in diesem Zusammenhang die Schussverletzung am Oberschenkel. Er zählte 30 bis 40 Amputationen zu dieser Art der Verletzung.
Aus den letzten Jahren Justus Thierschs Lebens ist bekannt, dass er ein Buch über das Leben seines Vaters veröffentlichte, mit dem Titel „Carl Thiersch: sein Leben“.
Thiersch war Träger des Roten Adler Ordens 4. Klasse.
Im Alter von 78 Jahren verstarb Justus Thiersch 1937 in Dresden.

## Veröffentlichungen
- Über die Anwesenheit von Salzsäure im Magensaft bei beginnendem Magenkrebs. Münchner Medizinische Wochenschrift. 1. Seite. 30. März 1886.[22]
- Zur Casuistik der Hirn-Syphillis. Münchner Medizinische Wochenschrift. 1887.[23]
- Der Kassenarzt; Eine Darstellung der Gesetze für Versicherung der Arbeiter und ihrer Bedeutung für den praktischen Arzt. Verlag Johann Ambrosius Barth. 1895.[24]
- Kurze Anleitung zur Sachverständigen-Thätigkeit des Arztes in der Kranken-, Unfall-, Invaliditäts- und Altersgesetzgebung; Dr. Paul Börner's Reichs-Medicinal-Kalender für Deutschland. 1895.[25]
- Ein Fall von symmetrischer Gangrän der Extremitäten (Raynaud'sche Krankheit). Tod in Folge von Apoplexie. Münchener Medizinische Wochenschrift. 1895.[26]
- Ein Fall von Lähmung der Extremitäten nach acuter Arsenikvergiftung. Wiener Medizinische Blätter, Band 9. 1896.[27]
- Die Schularztfrage. Ärztliches Vereinsblatt, Leipzig. 1897.[28]
- Die Untersuchung der neueintretenden Schulkinder durch den Schularzt. Deutsche Vierteljahresschrift für öffentliche Gesundheitspflege. 1897.[29]
- Schulgesundheitspflege. Realencyklopädie der gesammelten Heilkunde, 3. Auflage, Band XXII. 1899. Seite 47–60.[30]
- Die Schädigung des weiblichen Körpers durch fehlerhafte Kleidung nebst Bemerkungen über die Verbesserung der Frauenkleidung. Herm. Walter, Berlin. 1901.[31]
- Demonstration eines Turnkleides für Schulmädchen. In Paul Schubert, Bericht über den 1. Internationalen Kongress über Schulhygiene, Nürnberg. 1904. S. 126 ff.[32]
- Über die Reform der Frauenkleidung. Medizinische Klinik, Wochenzeitschrift für Ärzte. 1905.[33]
- Über Städtische Mustermilchställe. Vierteljahrsschrift für gerichtliche Medizin und öffentliches Sanitätswesen. 1909. S. 384–394.[34]
- Wandtafeln zur Demonstration der Folgen zu starker Schnürung des weiblichen Körpers. Zeitschrift für Schulgesundheitspflege. 1909.[35]
- Zur Erinnerung an Paul Drews. Die christliche Welt. Marburg. 1913.[36]
- Die Tuberkulose und ihre Bekämpfung. Verlag P. Welzel Dresden. 1913.[37]
- Zur Bekämpfung der Kleiderläuse. Centralblatt für Bakteriologie und Parasitenkunde. 1915.[38]
- Carl Thiersch. Sein Leben. Barth, Leipzig. 1922.[39]
- Briefe von Theodor Billroth an Carl Thiersch. Münchner Medizinische Wochenschrift. 1929.[40]